# Alida Valli
Alida Valli, geboren als Alida Maria Laura von Altenburger (Pola, tegenwoordig Pula (Kroatië), 31 mei 1921 - Rome, 22 april 2006) was een Italiaans actrice. 
Geboren als barones in het toendertijds Italiaanse Pula uit Italiaans-Sloveens-Oostenrijkse ouders sprak Alida Valli zeven talen en verscheen tot 2002 in meer dan honderd films, onder andere in de juridische thriller The Paradine Case (1947) van Alfred Hitchkock en in Luchino Visconti's drama Senso, maar is waarschijnlijk het meest bekend dankzij de film noir The Third Man (1949) van Carol Reed, met o.a. Orson Welles en Trevor Howard. Zeer succesvol in de turbulente Italiaanse cinema van de jaren 1930, werd zij ontdekt door David O. Selznick die haar een contract aanbood. In 1976 speelde zij in de geruchtmakende klassieker Novecento van Bernardo Bertolucci, met De Niro, Depardieu, Sutherland, Sanda, Lancaster, Hayden e.a. Ook Pier Paolo Passolini was een van haar regisseurs. 
Volgens de alom erkende Franse criticus, acteur en cultuurminister Frédéric Mitterand was Valli de enige Europese actrice die paste in het rijtje met Marlene Dietrich en Greta Garbo.
Alida Valli overleed in 2006, vijf weken vóór haar 85ste verjaardag.

## Filmografie
- Il cappello a tre punte (1934)
- I due sergenti (1936)
- L'ultima nemica (1937)
- Sono stato io! (1937)
- Il feroce Saladino (1937)
- Mille lire al mese (1938)
- Ma l'amor mio non muore (ook als L'amore mio non muore, 1938)
- L'ha fatto una signora (1938)
- La casa del peccato (1938)
- Ballo al castello (1939)
- Assenza ingiustificata (1939)
- Taverna rossa (1940)
- La prima donna che passa (1940)
- Oltre l'amore (1940)
- Manon Lescaut (1939)
- Piccolo mondo antico (1941)
- Luce nelle tenebre (1941)
- Ore 9 lezione di chimica (1941)
- L'amante segreta (1941)
- Stasera niente di nuovo (1942)
- Catene invisibili (1942)
- Le due orfanelle (1942)
- We the Living (1942)
- Addio Kira (1942)
- T'amerò sempre (1943)
- I pagliacci (1943)
- Apparizione (1943)
- Circo equestre Za-bum (1944)
- La vita ricomincia (1945)
- Il canto della vita (1945)
- Eugenia Grandet (1947)
- The Paradine Case (1947)
- The Miracle of the Bells (1948)
- The Third Man (1949)
- The White Tower (1950)
- Walk Softly, Stranger (1950)
- L'ultimo incontro (1951)
- Les Miracles n'ont lieu qu'une fois (1951)
- La mano dello straniero (1952)
- Il mondo le condanna (1953)
- Les Amants de Tolède (1953)
- Siamo donne (Segment: "Alida Valli", 1953)
- Senso (1954)
- L'amore più bello (1957)
- La grande strada azzurra (1957)
- Il grido (1957)
- This Angry Age (1958)
- The Night Heaven Fell (Les Bijoutiers du clair de lune) (1958)
- Les Yeux sans Visage (1959)
- Signé Arsène Lupin (1959)
- Le Dialogue des Carmélites (1960)
- Treno di Natale (1960)
- Il peccato degli anni verdi (1960)
- Le gigolo (1960)
- Une aussi longue absence (1961)
- La fille du torrent (1961)
- Il disordine (1962)
- Homenaje a la hora de la siesta (1962)
- The Happy Thieves (1962)
- Al otro lado de la ciudad (1962)
- L'Autre femme (1963)
- A la salida (1963)
- Ophélia (1963)
- El Valle de las espadasl (1963)
- El hombre de papel (1963)
- Umorismo nero (episode La vedova, 1965)
- Edipo re (1967)
- La strategia del ragno (1970)
- Le champignon (1970)
- La prima notte di quiete, geregisseerd door Valerio Zurlini (1972)
- L'occhio nel labirinto (1972)
- Diario di un italiano (1973)
- La casa dell'esorcismo (1973)
- No es nada mamá, sólo un juego (1973)
- Casa dell'esorcismo, La (ook bekend als Lisa and the Devil)
- L'Anticristo (1974)
- Tendre Dracula (1974)
- Il caso Raoul (1975)
- La Chair de l'orchidée (1975)
- Ce cher Victor (1975)
- Novecento (1976)
- Le jeu du solitaire (1976)
- Cassandra Crossing (1976)
- Berlinguer ti voglio bene (1977)
- Suspiria (1977)
- Suor Omicidi (1978)
- Un cuore semplice (1978)
- Porco mondo (1978)
- Indagine su un delitto perfetto (1978)
- La luna (1979)
- Zoo zéro (1979)
- Inferno (1980)
- Aquella casa en las afueras (1980)
- Sezona mira u Parizu (1981)
- La caduta degli angeli ribelli (1981)
- Sogni mostruosamente proibiti (1982)
- Segreti, segreti (1985)
- Aspern (1985)
- Le jupon rouge (1987)
- À notre regrettable époux (1988)
- La bocca (1991)
- Zitti e mosca (1991)
- Bugie rosse (1993)
- Il lungo silenzio (1993)
- A Month by the Lake (1995)
- Fotogrammi mortali (1996)
- Il dolce rumore della vita (1999)
- L'amore probabilmente (2000)
- Vino santo (2000)
- Semana santa (2002)